# Rugete
Rugete är ett periodiskt vattendrag i Burundi.   Det ligger i provinsen Ruyigi, i den östra delen av landet, 130 kilometer öster om huvudstaden Bujumbura.
I omgivningarna runt Rugete växer huvudsakligen savannskog. Runt Rugete är det ganska glesbefolkat, med 32 invånare per kvadratkilometer.